# Teun Horstman
Teunis Johannes ("Teun") Horstman (Utrecht, 3 mei 1927 - Alkmaar, 12 augustus 2014) was een Nederlands geestelijke en een bisschop van de oudkatholieke Kerk.
Horstman volgde het gymnasium in Amersfoort en vervolgens het oudkatholiek seminarie aldaar.
In 1951 werd Horstman priester gewijd. Vervolgens was hij werkzaam in pastorale functies in beide bisdommen in Nederland van de oudkatholieke Kerk. In 1953 werd hij pastoor in de parochies Gouda, Schoonhoven en Oudewater en in 1961 in de parochie Egmond. Vanaf 1976 was hij werkzaam in Utrecht. In 1986 werd hij pastoor van de parochies Alkmaar, Den Helder en Krommenie.
Op 1 oktober 1987 werd Horstman gekozen tot bisschop van Haarlem. Zijn bisschopswijding vond plaats op 12 december 1987. Zijn bisschopsspreuk was Autem in Domino gaudebo.
Horstman ging in 1994 met emeritaat.

## Familie
Horstman was getrouwd met Elizabeth de Groot, met wie hij vier kinderen had, en hertrouwde na haar overlijden in 2007 met Alida Catharina de Graaff. Hij was een zwager van Teus Glazemaker, aartsbisschop van Utrecht.